# Anton Scholand

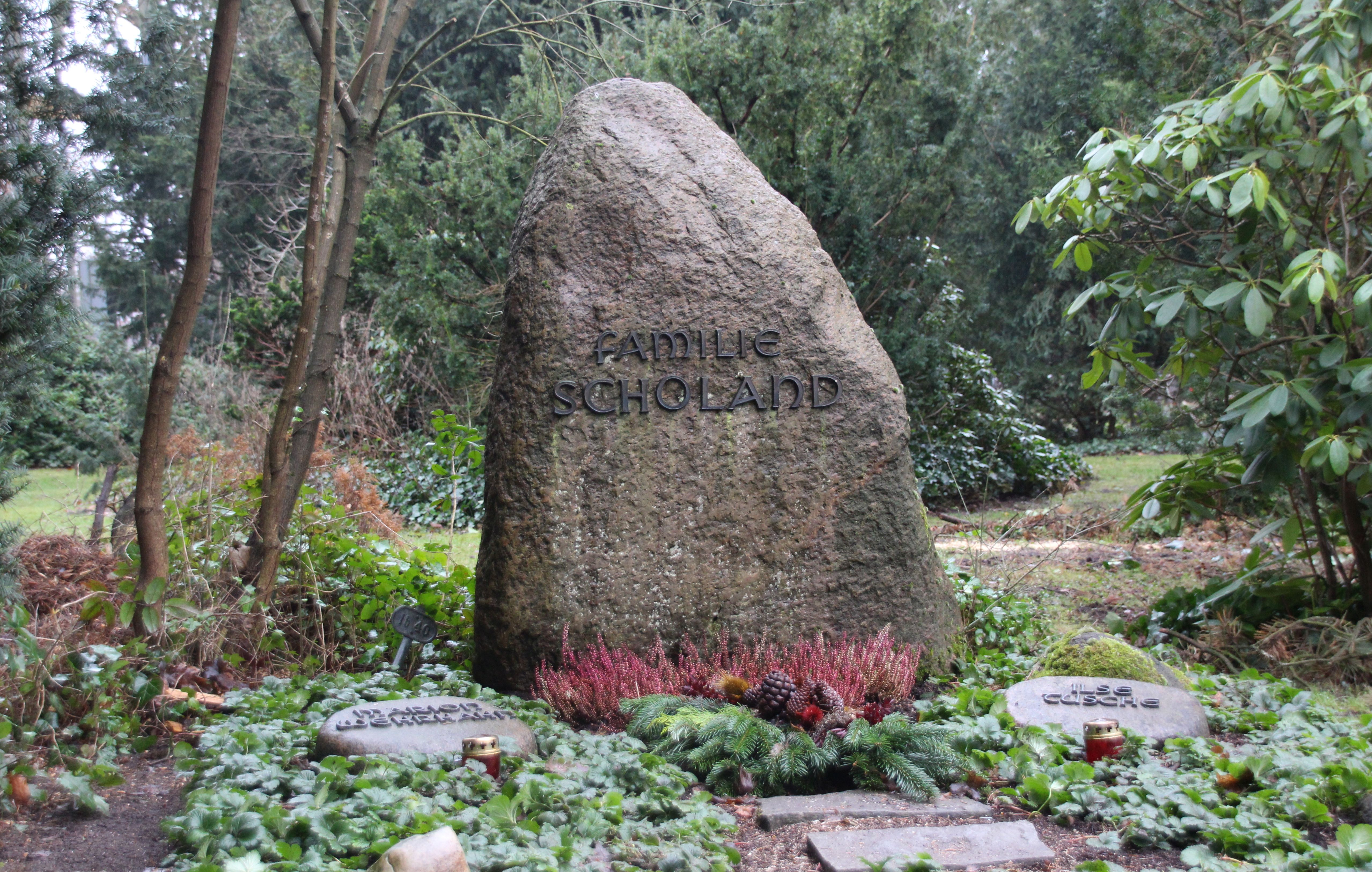
Anton Scholands Grab auf dem Waldfriedhof Misburg

Anton Scholand (geboren am 21. August 1890 in Giershagen; gestorben am 23. August 1973 in Misburg) war ein deutscher Lehrer, Heimatforscher, Archäologe, Sachbuchautor und Sammler von Flurnamen.

## Leben
Anton Scholand erhielt 1919 eine Stellung als Lehrer in der Ortschaft Misburg. Später war Scholand als Schulleiter an der Kardinal-Galen-Schule in Misburg tätig. 1937 trat er der NSDAP bei.
Bis 1937 hatte Scholand eine umfangreiche Sammlung von Flurnamen angelegt und erhielt 1941 den Titel „Fachberater in Flurnamensachen“ der Hannoverschen Heimatfreunde verliehen.
1936 führte er im Zusammenarbeit mit der Urgeschichtsabteilung des Landesmuseums Hannover in Misburg im Bereich Seckbruch bei damals noch vorhandenen Dünen die ersten archäologischen Grabungen durch. Weitere Grabungen an einem Dünenzug am Wietzegraben folgten 1937. Reste eines Rennofens fand er bei Untersuchungen im Misburger Wald im Jahr 1938. 1958 legte er das Misburger Urnengräberfeld frei.
1956 wurde Anton Scholand mit dem Bundesverdienstkreuz am Bande ausgezeichnet. 1970 verlieh ihm der Verein Misburger Kulturvereine e. V. die Ehrennadel.
Posthum wurde Anton Scholand 1975 mit der Umbenennung der Fichtestraße in Scholandstraße geehrt.

## Schriften
- Zur Geschichte des Altwarmbüchener Moores bei Hannover, mit besonderer Berücksichtigung seines westlichen Abflusses, des Schiffgrabens In: Mitteilungen der Provinzial-Stelle für Naturdenkmalpflege Hannover, Heft 2, 1929, S. 1–30.
- Beiträge zur Geschichte der Stadt und des vormaligen Amtes Burgdorf. Rumpeltin, Burgdorf-Lehrte (o. D., 1934).
- Misburgs Boden und Bevölkerung im Wandel der Zeiten. Lax-Verlag, Hildesheim und Leipzig 1937. (2. Auflage 1960)
  - 3. Auflage, überarbeitet und ergänzt von Valentin Bialecki, Verlag Werbestudio Illmer, Hannover 1992, ohne ISB-Nummer
- Der Schiffgraben. In: Jahrbuch der Hannoverschen Heimatfreunde e. V., 1941, S. 63–70.
- Das Schützenwesen der Kreisstadt Burgdorf (= Stadtgeschichtliche Hefte der Kreisstadt Burgdorf, Heft 2), Burgdorf: [Ress in Kommission], 1964.
- Nordwestdeutscher Verband für Altertumsforschung tagte in der alten Hansestadt Bremen. In: Niedersachsen. Jg. 65, 1965, S. 550–555.
- Anderten und die Freien vor dem Nordwalde, Hrsg.: Gemeinde Anderten, [Anderten: Gemeinde Anderten] (Druck: Hildesheim: Lax), 1970.